# كايتلين أشلي
كايتلين أشلي (بالإنجليزية: Kaitlyn Ashley)‏ (ولدت في 29 يونيو 1971 في فورت لودرديل) هي ممثلة إباحية أمريكية سابقة كانت نشطة من عام 1993 حتى عام 1997.